# Saxifraga conifera
Saxifraga conifera är en stenbräckeväxtart som beskrevs av Cosson och Durieu. Saxifraga conifera ingår i Bräckesläktet som ingår i familjen stenbräckeväxter. Inga underarter finns listade i Catalogue of Life.

## Bildgalleri

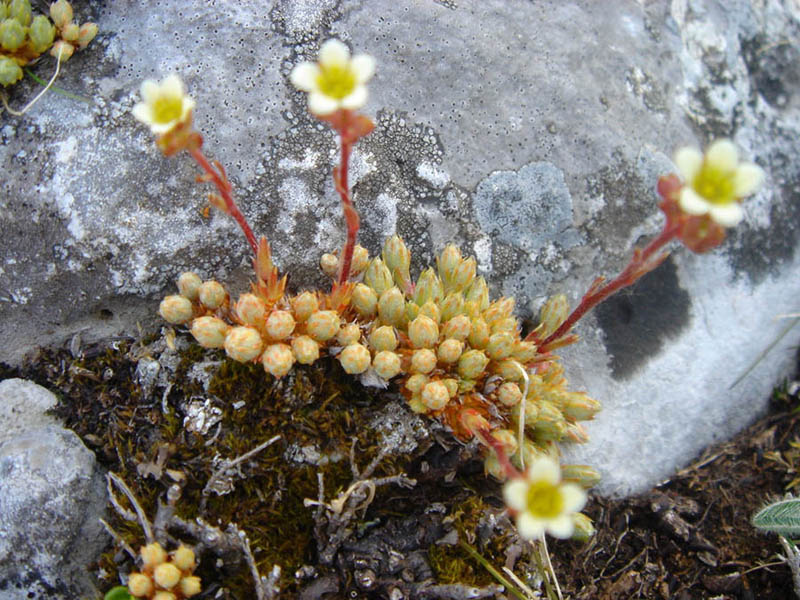